# Santa Cruz (Laguna)
Santa Cruz é um município de  primeira classe de renda municipal (d) na província Laguna, nas Filipinas. De acordo com o censo de 1 de maio  de  2020 possui uma população de 123 574 pessoas e 31 029 domicílios.